# Vodice pri Kalobju
Vodice pri Kalobju je naselje u slovenskoj Općini Šentjuru. Vodice pri Kalobju se nalazi u pokrajini Štajerskoj i statističkoj regiji Savinjskoj. 

## Stanovništvo
Prema popisu stanovništva iz 2002. godine naselje je imalo 76 stanovnika.